# Nichirin-ji (Ibaraki)

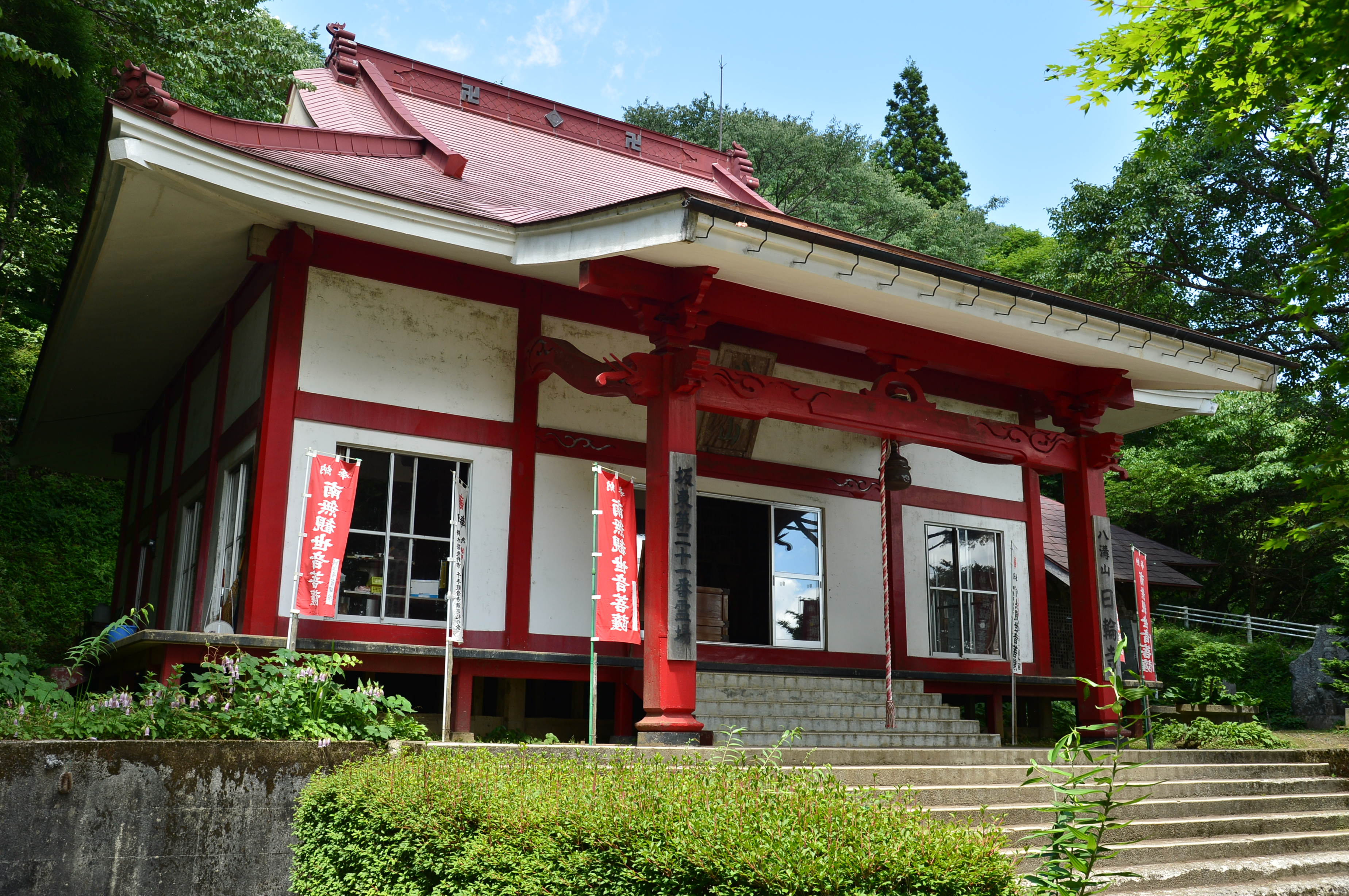
Kannon-Halle

Der Nichirin-ji (japanisch 日輪寺) mit dem Bergnamen Yamizo-san (八溝山) ist ein Tempel der Tendai-Richtung des Buddhismus in Daigo im Norden der Präfektur Ibaraki, Japan. Der Tempel liegt in den Bergen unterhalb des 1021,8 m hohen Yamizo (八溝山 Yamizo-san). In der traditionellen Zählung ist er der 21. der 33 Tempel der Kantō-Region.

## Geschichte
Der Überlieferung nach wurde der Tempel während der Regentschaft des Kaisers Temmu von En no Gyōja im Jahr 673 errichtet. Verehrt wird eine elfgesichtige Kannon (十一面観世音菩薩 Jūichi-men Kannon bosatsu).

## Die Anlage
Abgesehen vom Abt- und Mönchsquartier besteht die Anlage aus einem einzigen Gebäude, der Kannon-Halle (観音堂 Kannon-dō).